# طارق كامل
طارق محمد كامل (8 مايو 1962 - 10 أكتوبر 2019) هو وزير الاتصالات وتكنولوجيا المعلومات الأسبق في مصر، وقد عين في هذا المنصب منذ يوليو 2004 إلى فبراير من عام 2011م.
عمل طارق كامل كمستشار أول لوزير الاتصالات وتكنولوجيا المعلومات على مدار خمسة أعوام قبل أن يصبح وزيراً للاتصالات وتكنولوجيا المعلومات. وخلال هذه الفترة، ترأس عدداً من المبادرات القومية الرامية إلى نشر استخدام تكنولوجيا المعلومات بين مختلف شرائح المجتمع المصري.

## بداية حياته
بدأ طارق حياته المهنية كمهندس دعم شبكات في أكاديمية البحث العلمي والتكنولوجيا بمجرد تخرجه من كلية الهندسة جامعة القاهرة عام 1985م، ثم أصبح باحثًا مساعدًا في معهد بحوث الإلكترونيات بعد أن حصل على زمالة الهيئة الألمانية للتبادل العلمي (DAAD) لنيل الدكتوراه بين عامي 1989 و1992م، التي حصل عليها في مجال الشبكات الحاسوبية من جامعة التكنولوجيا في ميونخ عام 1992 ليُعين بعدها مديراً لقسم الاتصالات والشبكات بمركز المعلومات ودعم اتخاذ القرار التابع لمجلس الوزراء. وخلال هذه الفترة عمل طارق أيضاً كسكرتير الجمعية المصرية للإنترنت، وكأستاذ شبكات بمعهد بحوث الإلكترونيات. وفي مايو 1999م، أصبح نائب رئيس المؤسستين. وبعد ثلاث سنوات، أصبح أميناً في جمعية الإنترنت (ISOC) بولاية فرجينيا بالولايات المتحدة. انضم طارق كامل إلى مجلس إدارة الشركة المصرية للاتصالات في عام 2000م حيث لعب دوراً محورياً بها على مدار أربعة أعوام وكان من ضمن الشخصيات التي قادت نحو نزع تملك الشركة المصرية للاتصالات ترخيص يتيح لها تقديم خدمات الهاتف المحمول لأسباب ترتكز على أهمية منح مثل هذا الترخيص لشركات استثمارية مقابل عائد استثماري ضخم يضخ بخزانة الدولة وهو ما لم يكن من الممكن أن تتيحه الشركة المصرية للاتصالات بوصفها حكومية[بحاجة لمصدر].